# Enispodes purpurea
Enispodes purpurea är en fjärilsart som beskrevs av George Francis Hampson 1910. Enispodes purpurea ingår i släktet Enispodes och familjen nattflyn. Inga underarter finns listade i Catalogue of Life.